# Warneckea hedbergiorum
Warneckea hedbergiorum är en tvåhjärtbladig växtart som beskrevs av Attila L. Borhidi. Warneckea hedbergiorum ingår i släktet Warneckea och familjen Melastomataceae. Inga underarter finns listade i Catalogue of Life.